# ГЕС Малана II
ГЕС Малана II — гідроелектростанція на півночі Індії у штаті Гімачал-Прадеш. Знаходячись перед ГЕС Малана, становить верхній ступінь каскаду на річці Malana Nallah, правій притоці Парбаті, яка, своєю чергою, є лівою притокою Біасу (впадає праворуч до Сатледжу, найбільшого лівого допливу Інду).
У межах проєкту річку перекрили бетонною гравітаційною греблею висотою 45 метрів, яка утримує невелике водосховище з площею поверхні 3,5 гектара та об'ємом 288 тис. м3.
Зі сховища ресурс транспортується через дериваційний тунель довжиною 4,9 км із перетином 3 × 2,8 метра, який переходить у напірний водовід довжиною 0,65 км із діаметром 2,5 метра. У системі також працює вирівнювальний резервуар висотою 90 метрів та діаметром 6 метрів.
Споруджений у підземному виконанні машинний зал має розміри 68 × 20 метрів при висоті 31 метр. Його обладнали двома турбінами типу Пелтон потужністю по 50 МВт, котрі використовують напір у 626 метрів та забезпечують виробництво 428 млн кВт·год електроенергії на рік.
Видача продукції відбувається по ЛЕП, розрахованій на роботу під напругою 220 кВ.